# عادل عمروش
عادل عمروش (7 مارس 1968 القبة الجزائر - ) هو لاعب كرة قدم جزائري يلعب كلاعب وسط.